# Kostelec nad Labem
Kostelec nad Labem (niem. Elbekosteletz) − miasto w Czechach, w kraju środkowoczeskim. Według danych z 31 grudnia 2003 powierzchnia miasta wynosiła 1 556 ha, a liczba jego mieszkańców 3 052 osób.
W mieście jest przystanek kolejowy Kostelec nad Labem.

## Demografia
| Rok             | 1970  | 1980  | 1991  | 2001  | 2003  |
| --------------- | ----- | ----- | ----- | ----- | ----- |
| Liczba ludności | 3 409 | 3 127 | 2 888 | 2 938 | 3 052 |

Źródło: Czeski Urząd Statystyczny

## Zabytki
- Kościół św. Wita położony przy rynku, zbudowany w XV wieku, przebudowany w połowie XVI wieku i w 1728 roku
- XIII-wieczny kościół św. Marcina zbudowany na wzgórzu, na środku niewielkiego cmentarza[1].